# 巴布亞長尾鬚鯊
巴布亞長尾鬚鯊（學名：Hemiscyllium hallstromi），是一種棲息在巴布亞新幾內亞的竹鯊，分布在南緯7° S和10° S，以及經度 144° E和146° E。體長可達到75公分。
繁殖方式為卵生。